# Jean Sebergová
Jean Dorothy Sebergová (13. listopadu 1938 Marshalltown – 30. srpna 1979 Paříž) byla americká herečka.
Po otci byla švédského původu. Po střední škole šla studovat herectví na University of Iowa. V roce 1956 si ji režisér Otto Preminger vybral z osmnácti tisíc uchazeček v konkursu na titulní roli ve filmu Svatá Jana, natočeném podle hry George Bernarda Shawa. Pak odešla s Premingerem do Paříže, kde natočili film Dobrý den, smutku podle předlohy Françoise Saganové. Hrála Helen v komedii Jacka Arnolda Myš, která řvala. Jean-Luc Godard ji obsadil do role americké studentky Patricie ve filmu U konce s dechem, který z ní učinil výraznou tvář francouzské nové vlny. Celkově natočila 34 filmů, převážně ve francouzské produkci.
Finančně podpořila Black Panther Party a angažovala se také za práva indiánů. Pro své politické aktivity byla vyšetřována v rámci programu COINTELPRO. Následná mediální kampaň proti Sebergové se odrazila na její psychické labilitě a opakovaných pokusech o sebevraždu.
Jejím prvním manželem byl právník François Moreuil, druhým manželem spisovatel a politik Romain Gary a třetím režisér a herec Dennis Barry.
Dne 30. srpna nahlásil partner Sebergové Ahmed Hasni její zmizení. Mrtvé tělo Jean Sebergové bylo nalezeno 8. září v automobilu zaparkovaném nedaleko jejího pařížského bytu. Případ byl uzavřen jako sebevražda předávkováním barbituráty, ačkoli Romain Gary veřejně obvinil z její smrti americkou policii. Jean Sebergová byla pohřbena na hřbitově Montparnasse.
V roce 1983 měl premiéru muzikál Jean Seberg s hudbou Marvina Hamlische. V roce 2019 natočil Benedict Andrews životopisný film, kde hlavní roli hraje Kristen Stewartová. V jejím rodném městě Marshalltown se koná filmový festival nesoucí její jméno.

## Film
- 1970 Macho Callahan – role: vdova Alexandra Mountford, mexicko-americký western